# Valseutypella tristicha
Valseutypella tristicha är en svampart som först beskrevs av De Not., och fick sitt nu gällande namn av Franz Xaver von Höhnel 1920. Valseutypella tristicha ingår i släktet Valseutypella och familjen Valsaceae.   Inga underarter finns listade i Catalogue of Life.